# عبدال
عبدال مجتمع قبلي مسلم يوجد في شمال الهند. وهم مجموعة فرعية من طبقة فقيرة. وهذه المجموعة لا علاقة لها بجماعة عبدال في تركيا. الشيء الوحيد المشترك بين المجموعتين هو أسلوب الحياة المتنقلة.